# Parogovia pabsgarnoni
Parogovia pabsgarnoni lub Parogovea pabsgarnoni – gatunek kosarza z podrzędu Cyphophthalmi i rodziny Neogoveidae.

## Występowanie
Gatunek znany dotąd tylko z rezerwatu botanicznego w Sierra Leone.